# Bibi és Tina IV. – Totális zűrzavar
A Bibi és Tina – Totális zűrzavar (eredeti cím: Bibi & Tina: Tohuwabohu total) 2017-ben bemutatott német film, amely valós díszletek között készült élőszereplős változata a Bibi és Tina című animációs sorozatnak, Agi Dawaachu ötlete nyomán. A rendezője Detlev Buck, a producerei Detlev Buck, Christoph Daniel, Marc Schmidheiny, Sonja Schmitt és Kirstin Wille, a forgatókönyvírója Bettina Börgerding és Detlev Buck, a zeneszerzői Ulf Leo Sommer, Daniel Faust és Peter Plate. A főszerepekben Lina Larissa Strahl és Lisa-Marie Koroll láthatóak. A film a DCM Productions, a Boje Buck Produktion, a Kiddinx Entertainment és a Zweites Deutsches Fernsehen gyártásában készült, a DCM Film Distribution forgalmazásában jelent meg. Műfaját tekintve családi kalandfilm. Németországban 2017. február 23-án mutatták be, Magyarországon 2019. december 29-én mutatta be az M2.

## Cselekmény
Bibi a tini boszorkány Tinával lovagolt, mikor megismerkednek Aladinnal, a szírnek hitt menekült fiúval, akiről hamarosan kiderül, hogy valójában egy albán lány, Adeának hívják, és a nagybátyja elől menekül, aki férjhez akarja adni. Az első éjszaka találkoznak Sinannal és Karimmal, akik viszont valóban szír menekültek. Sinan mindent megtesz, hogy Adea visszakerüljön a családja férfi tagjainak felügyelete alá. A Falkensteini kastély felújítás alatt áll, Dirk Trumpf megpróbál minden fillért duplán kisajtolni Falko grófból. A kis csapat megjárja Albániát, elérik, hogy Adea ismét tanulhasson, és a végén Sinan még a gróf pénztárcáját sem engedi kiüríteni.

## Szereplők
| Szereplő                  | Színész             | Magyar hang     |
| ------------------------- | ------------------- | --------------- |
| Bibi Blocksberg           | Lina Larissa Strahl | Pekár Adrienn   |
| Tina Martin               | Lisa-Marie Koroll   | Lamboni Anna    |
| Alexander von Falkenstein | Louis Held          | Jéger Zsombor   |
| Falko von Falkenstein     | Michael Maertens    | Kerekes József  |
| Dagobert                  | Martin Seifert      | Forgács Gábor   |
| Adea / Aladin             | Lea van Acken       | Csuha Bori      |
| Tarik Schmüll             | Emilio Sakraya      | Kilin Bertalan  |
| Sinan                     | Altamasch Noor      | Renácz Zoltán   |
| Karim                     | Ilyes Moutaoukkil   | Ács Balázs      |
| Addi bácsi                | Albert Kitzl        | Bácskai János   |
| Ardonis                   | Oktay Özdemir       | Kálid Artúr     |
| Luan                      | Salah Massoud       | Czető Roland    |
| Valentin                  | Karim Günes         | Zámbori Soma    |
| Dirk Trumpf               | Joachim Meyerhoff   | Jakab Csaba     |
| Nia                       | Lorna Ishema        | Laurinyecz Réka |
| Susanne Martin            | Winnie Böwe         | Zakariás Éva    |
| Holger Martin             | Fabian Buch         | Makray Gábor    |
| Freddy                    | Max von der Groeben | Nikas Dániel    |
| Dr. "Mókus" Eichhorn      | Detlev Buck         | Kapácsy Miklós  |

## Magyar változat[2]
A szinkront az MTVA megbízásából a Direct Dub Studios készítette.
- Magyar szöveg:Niklosz Krisztina
- Szerkesztő: Német Beatrix
- Hangmérnök: Tóth Imre, Halas Péter
- Vágó: Papp Krisztián
- Gyártásvezető: Vígvári Ágnes
- Szinkronrendező: Vajda István
- Produkciós vezető: Bor Gyöngyi
- Felolvasó: Endrédi Máté

További magyar hangok: Bergendi Áron, Kelemen Kata, Kisfalusi Lehel, Orbán Gábor, Potocsny Andor